# Wasserbilligerbrück
Wasserbilligerbrück  (luxemburgisch Bëllegerbréck) ist ein Ortsteil der Ortsgemeinde Langsur im Landkreis Trier-Saarburg in Rheinland-Pfalz.

## Geographie
Wasserbilligerbrück liegt direkt an der Sauermündung in die Mosel und damit auch an der Grenze zu Luxemburg.
Der Ortsteil gehört als Wohnplatz zum Ortsbezirk Langsur.
Nachbarorte neben dem nordwestlich gelegenen Kernort Langsur sind im Nordosten Liersberg, im Osten Igel, im Süden auf der anderen Moselseite Oberbillig und im Westen auf luxemburgischer Seite der Sauer Wasserbillig.

## Geschichte
Nach der Eroberung des Landstrichs durch die Römer entstanden zunächst eine hölzerne, dann eine steinerne Brücke über die Sauer, die Teil der bedeutenden römischen Fernstraße waren, die Metz und Reims mit Trier verband. An der Brücke entstand eine römische Ansiedlung, die sich als Straßensiedlung auch jenseits der Brücke in Richtung Trier ausdehnte. Nach Ausgrabungsfunden, die vor allem beim Bau der Eisenbahnlinie Trier–Luxemburg 1859/1860 gemacht wurden, erreichte sie eine größere Ausdehnung, als das heutige Wasserbilligerbrück. Dieser Siedlungsbereich wurde in der Endphase des Römischen Imperiums völlig zerstört.
In einer Urkunde aus dem Jahr 1000 wird Wasserbillig unter dem Namen Billiche als Besitz des Trierer Abtei St. Maximin ausgewiesen. Als Schutzvögte traten in den nächsten Jahrhunderten die Grafen und späteren Herzoge von Luxemburg, sowie die Herren (Ritter) von Berburg auf. Die alte Ordnung endete mit der Inbesitznahme des Linken Rheinufers durch französische Revolutionstruppen. Wasserbillig wurde von 1798 bis 1814 Teil der Französischen Republik (bis 1804) und anschließend des Französischen Kaiserreichs, zugeordnet dem Département Forêts (deutsch: „Departement der Wälder“).
Nach der Niederlage Napoleons wurden auf dem Wiener Kongress die Grenzen neu gezogen. Durch die Festlegung auf Mosel und Sauer als Grenzflüsse kam es zur Teilung von Wasserbillig. Während der Hauptort nachfolgend zu Luxemburg gehörte, fielen die Gemeindeflächen auf den anderen Flussseiten an das Königreich Preußen und wurden dem Landkreis Trier im Regierungsbezirk Trier zugeordnet, der ab 1822 Teil der neu gebildeten Rheinprovinz war. Während Oberbillig eine selbstständige Gemeinde in der Bürgermeisterei Wasserliesch wurde, fiel der Uferstreifen an Sauer und Mosel als neu benannter Ortsteil Wasserbilligerbrück an die Gemeinde Langsur, die wiederum der Bürgermeisterei Igel zugeordnet war.

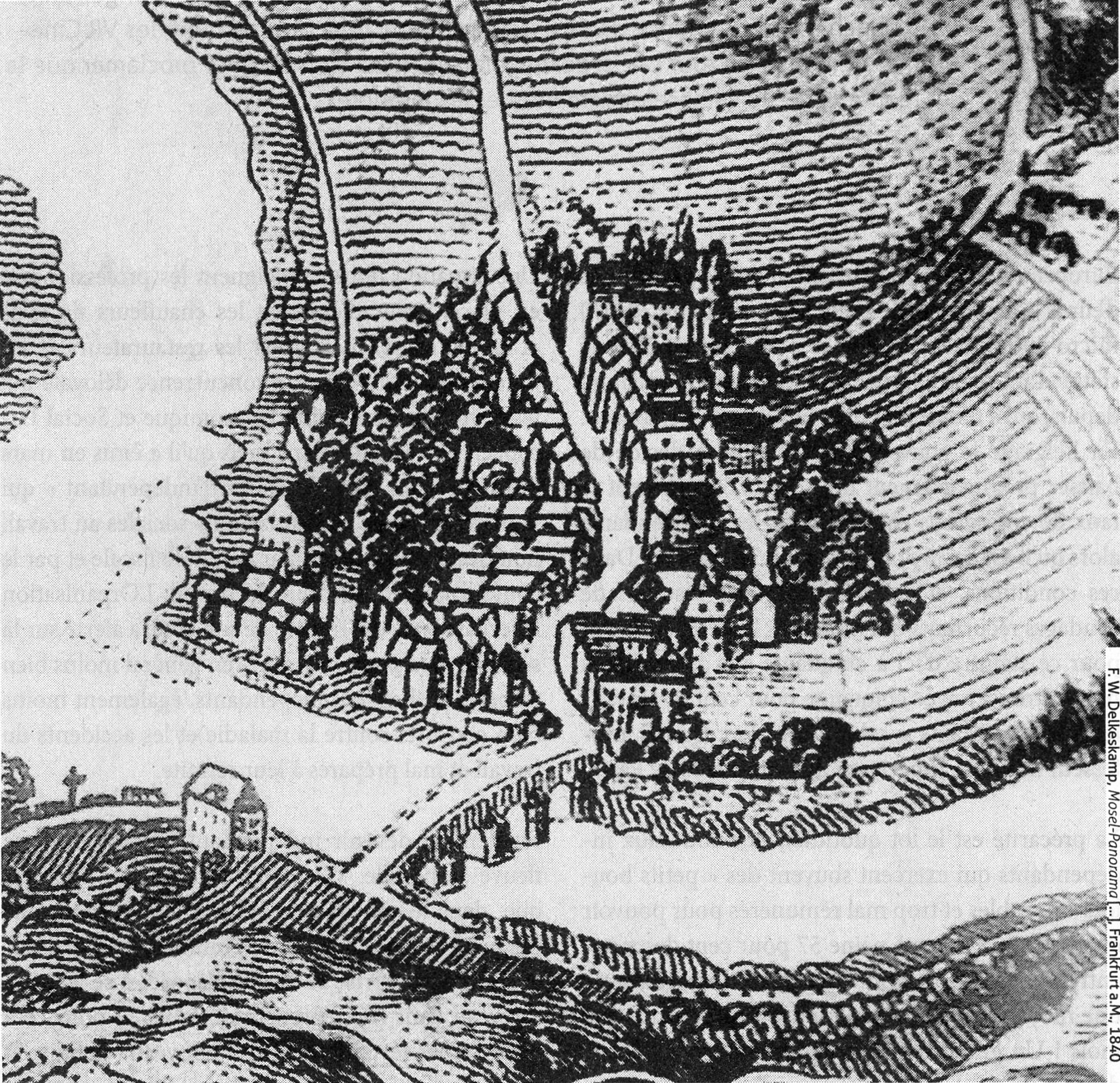
Wasserbillig 1840 (Zeichnung), Wasserbilligerbrück unten links

Am 26. Mai 1818 wurde an der Sauerbrücke ein Zollhaus an der neugeschaffenen Grenze eröffnet, die bis zum 1842 erfolgten Beitritt Luxemburgs zum Deutschen Zollverein von Bedeutung war. Noch 1843 bestand Wasserbilligerbrück aus dem Zoll- und einem Wirtshaus.
Der Bau einer zweiten Brücke über die Sauer für die Eisenbahnlinie von Trier nach Luxemburg wurde ab 1859 geplant, sie konnte am 29. August 1861 eingeweiht werden. Im Jahr 1909 wurde die 1628 erneuerte ehemalige römische Straßenbrücke abgerissen und durch eine gemauerte Gewölbebrücke ersetzt.
Nach dem Ersten Weltkrieg gehörte das gesamte Gebiet zum französischen Teil der Alliierten Rheinlandbesetzung. Nach dem Zweiten Weltkrieg wurde Wasserbilligerbrück innerhalb der französischen Besatzungszone Teil des damals neu gebildeten Landes Rheinland-Pfalz.
Die 1944 im Rahmen der Kriegshandlungen zerstörte Straßenbrücke konnte 1952 durch eine neue Stahlbetonbrücke ersetzt werden.

## Wirtschaft und Infrastruktur

### Öffentliche Einrichtungen
Im ehemaligen Zollgebäude am Grenzübergang wird eine gemeinsame deutsch-luxemburgische Touristeninformation betrieben.

### Verkehr
Durch die Ansiedlung verläuft die Bundesstraße 49 (B 49), die an der luxemburgischen Grenze endet. Ihre Fortführung entlang der deutschen Seite der Sauer ist die B 418.